# Ryssjön (Bygdeå socken, Västerbotten)
Ryssjön är en sjö i Robertsfors kommun i Västerbotten och ingår i Dalkarlsåns huvudavrinningsområde. Sjön har en area på 0,0842 kvadratkilometer och ligger 165,9 meter över havet. Sjön avvattnas av vattendraget Ryssjöbäcken. Vid provfiske har abborre, gers, gädda och mört fångats i sjön.

## Delavrinningsområde
Ryssjön ingår i det delavrinningsområde (713472-172593) som SMHI kallar för Utloppet av Ryssjön. Medelhöjden är 188 meter över havet och ytan är 3,03 kvadratkilometer. Det finns inga avrinningsområden uppströms utan avrinningsområdet är högsta punkten. Ryssjöbäcken som avvattnar avrinningsområdet har biflödesordning 2, vilket innebär att vattnet flödar genom totalt 2 vattendrag innan det når havet efter 39 kilometer. Avrinningsområdet består mestadels av skog (96 procent). Avrinningsområdet har 0,09 kvadratkilometer vattenytor vilket ger det en sjöprocent på 2,8 procent.